# 2C-B
4-broom-2,5-dimethoxyfenethylamine of 2C-B is een psychedelische fenylethylamine, die voor het eerst is gesynthetiseerd door Alexander Shulgin in 1974. Het is een van de meestvoorkomende designerdrugs in Europa en Australië. 2C-B wordt regelmatig in combinatie met andere (illegale) drugs gebruikt, met name MDMA. 2C-B wordt bovendien regelmatig aangetroffen bij analyse van MDMA-tabletten, waaruit blijkt dat vele MDMA-gebruikers zonder het te weten deze drug hebben ingenomen.
Er zijn van de stof enkele derivaten bekend, waaronder het hydrochloride (ontleedt bij 237°C), het hydrobromide (smelt bij 215°C) en het acetaat (smelt bij 208-209°C).

## Werking
De effecten van 2C-B worden omschreven als een combinatie van MDMA/XTC en LSD, maar zijn niet hetzelfde als de daadwerkelijke combinatie van deze middelen. Op eenzelfde wijze als MDMA heeft het een remmend effect op het serotoninetransport en in mindere mate beïnvloedt het ook de noradrenaline- en dopaminetransportereiwitten.
2C-B verhoogt de dopamineconcentratie en vermindert de concentratie dihydroxyfenylazijnzuur in de nucleus accumbens. Het heeft een dubbel effect op beweging, bij lage doses remt het en bij hoge doses stimuleert het juist beweging. 2C-B beïnvloedt de visuele perceptie, mogelijk als een partiële antagonist van de 5-HT2A serotoninereceptor of de 5-HT2C serotoninereceptor. Dit is bij hallucinogene fenylethylamines een gebruikelijk werkingsmechanisme.
Op de waarneming heeft het subjectieve effecten, lijkend op die van ayahuasca en Salvia divinorum. Voor wat betreft de effecten op emotie, cognitie en beslisvaardigheid zijn deze vergelijkbaar met MDMA. Bovendien scoort 2C-B hoger dan amfetamine op plezier, sociale vaardigheden en sedatie en lager dan MDMA voor wat betreft psychosomatische onrust. Alexander Shulgin, autoriteit op het gebied van psychoactieve stoffen, beschreef dat 2C-B ook sensualiteit en seksualiteit vergroot. Totdat het aan het einde van de jaren 90 van de twintigste eeuw in de meeste landen in de opiumwet werd opgenomen, werd 2C-B door de firma Drittewelle uit Leipzig (Duitsland) gefabriceerd en in smartshops onder de merknaam Nexus als afrodisiacum verkocht.
2C-B zou zowel empathogene als psychedelische eigenschappen hebben. In het algemeen worden de psychedelische eigenschappen van 2C-B als meer stuurbaar ervaren dan bij andere psychedelische middelen.
Sinds 1997 staat het middel in Nederland op lijst 1 van de Opiumwet. Het wordt nog illegaal verkocht in de vorm van (meestal kleine) pillen en soms poeder of capsules. Een gemiddelde orale dosering is tussen de 15 en 25 milligram.; een dosis van 8–10 mg heeft milde effecten. De orale werkingsduur van 2C-B is gemiddeld 2-7 uur. De nasale werkingsduur van 2C-B is gemiddeld 2-5 uur.
Consumptie vindt meestal thuis plaats, gevolgd door openluchtlocaties en in mindere mate gesloten ruimtes, zoals clubs. Belangrijkste redenen voor gebruik zijn experimenteren, psychonautisch, recreatief, spiritueel en soms ook therapeutisch.
Het is chemisch verwant aan mescaline.

## Veiligheid
De Journal of Analytical Toxicology meldde in haar uitgave van september 1998 dat er weinig gegevens bekend zijn over de farmacologische eigenschappen, metabolisme en toxiciteit van 2C-B. De dodelijke dosering van 2C-B is niet bekend. Er zijn geen sterfgevallen door overdosering van 2C-B bekend. Wel is er een geval van psychose en een van cerebrale vasculopathie bekend, beiden ontwikkelden zich binnen 48 uur na consumptie. Of in deze gevallen werkelijk (uitsluitend) 2C-B is ingenomen is onduidelijk. Ondanks de lage toxiciteit zijn er wel aanwijzingen dat de gevoeligheid voor de toxische effecten van 2C-B kan verschillen tussen personen. Ook hebben verwante drugs met een soortgelijk werkingsprofiel soms ernstige medische en psychiatrische gevolgen.
| Effecten  | Oraal    | Nasaal   |
| --------- | -------- | -------- |
| Licht     | 5-15 MG  | 7-10 MG  |
| Gemiddeld | 15-25 MG | 13-19 MG |
| Sterk     | 25-50 MG | 20-30 MG |

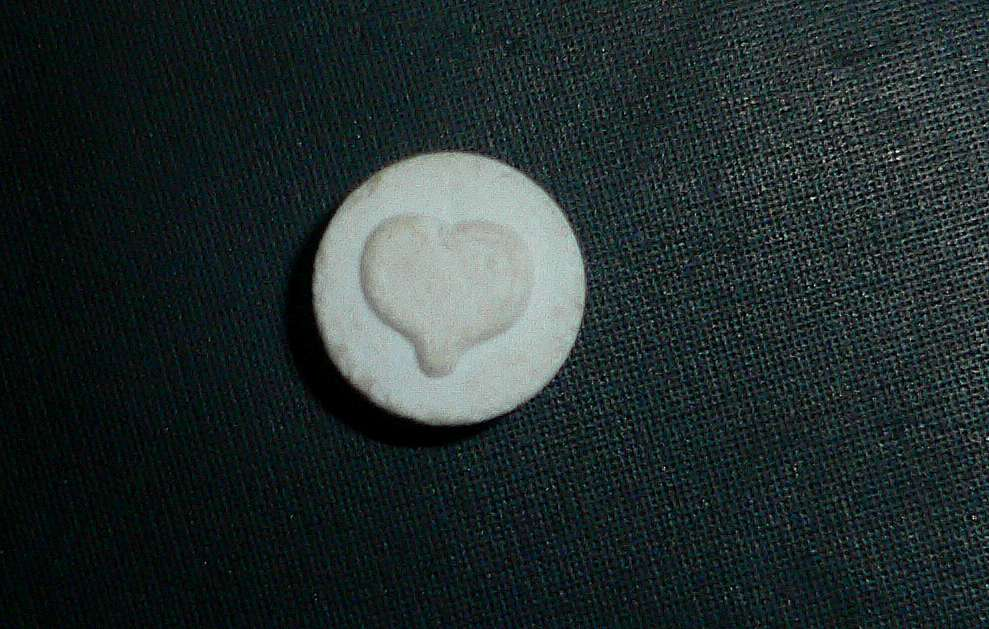
2C-B pil met een hartje als logo
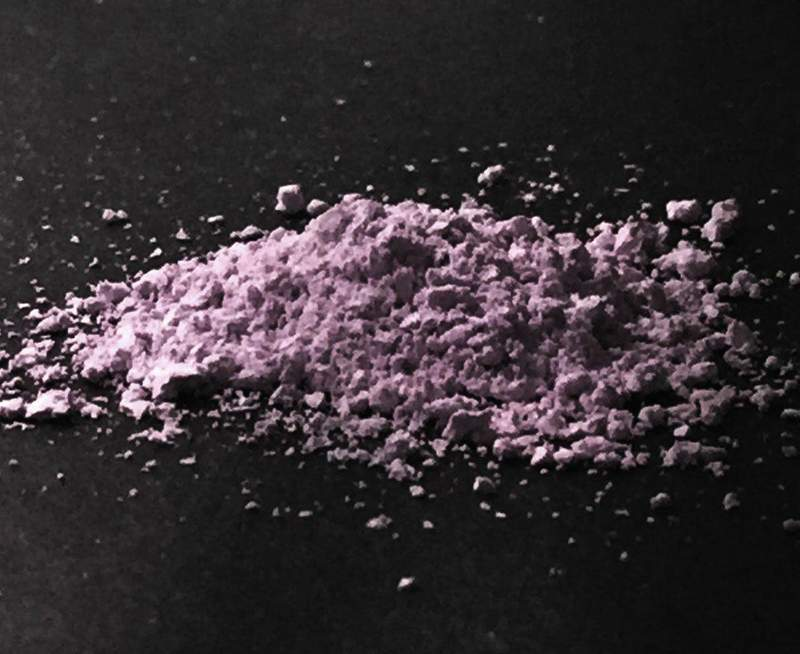
2C-B in poedervorm